# Lodormány
Lodormány románul: Lodroman, falu Romániában, Erdélyben, Fehér megyében.

## Fekvése
Balázsfalvától délkeletre, a Nagy-Küküllő jobb partja közelében fekvő település.

## Története
Lodormány nevét 1439-ben említette először oklevél p. Lodorman néven.
1480-ban a Guti Országok, a Horváth, Haraszti és más családok birtoka volt.
További névváltozatai: 1461-ben Lodorman, 1733-ban Lodroman, 1750-ben Lodromany, 1760–1762 között Lodormány, 1808:-ban Ludormány, Ludermann, Lodróman, 1861-ben Lodormány, Ledermann, 1888-ban Lodormán (Lederman), 1913-ban Lodormány.
A trianoni békeszerződés előtt Kis-Küküllő vármegye Hosszúaszói járásához tartozott.
1910-ben 625 lakosából 575 román, 46 cigány volt. Ebből 621 görögkatolikus volt.

## Források

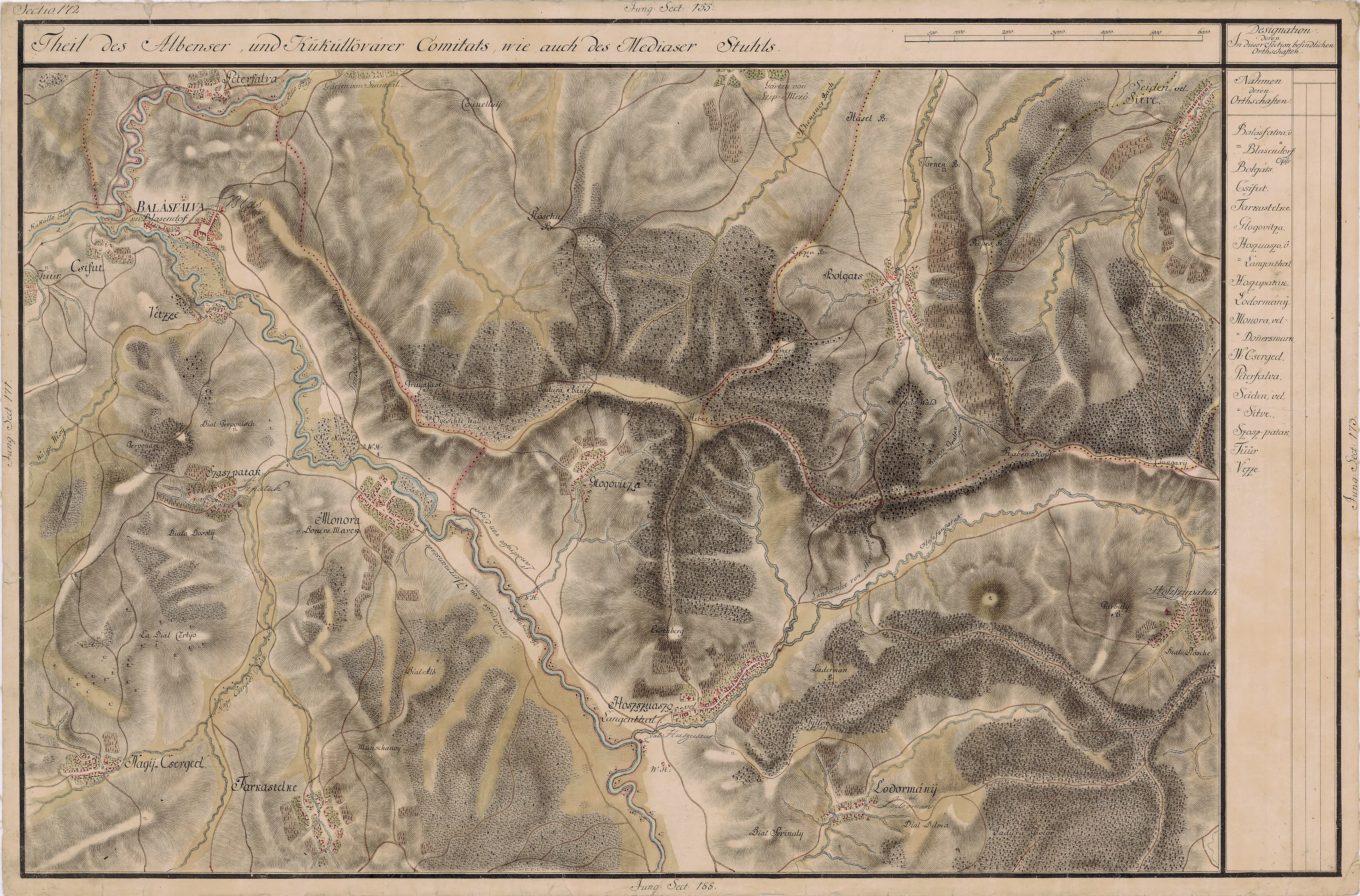
Lodormány egy régi térképen